# Speculatieve planeet
Speculatieve planeten zijn planeten waarvan het bestaan gesuggereerd of geloofd werd/wordt, zonder dat daar een sluitend bewijs voor gevonden is. Omdat de veronderstelde massa en grootte vaak maar beperkt bekend is, kan het ook gaan om dwergplaneten en planetoïden.
Enkele voorbeelden van zulke planeten:
- Theia, die volgens de Grote Inslagtheorie vernietigd werd in een botsing met de aarde.
- Vulcanus, die zich binnen de baan van Mercurius zou moeten bevinden om afwijkingen in de baan van Mercurius te verklaren.
- Planeet X, de "onbekende planeet", die, na de ontdekking van Neptunus in 1846, de nog niet verklaarde afwijkingen in de banen van Uranus en Neptunus moest verklaren. Naar aanleiding van deze berekeningen werd Pluto ontdekt in 1930. In de jaren 80 bleek echter dat het vermoeden van een negende planeet gebaseerd was op een rekenfout.[1] Pluto is te klein om invloed uit te oefenen op de banen van Uranus en Neptunus.
- Phaeton, die vernietigd zou zijn waarbij de planetoïdengordel tussen Mars en Jupiter zou zijn ontstaan.
- Planeet V, die zich tussen Mars en de planetoïdengordel zou hebben bevonden en de Late Heavy Bombardment veroorzaakt zou hebben.
- Planeet negen, die zou verklaren waarom sommige kleine transneptunische objecten een stabiele baan om de zon hebben, hoewel dit vanwege hun geringe massa onmogelijk is.[1]

In de oudheid werd ook een aantal speculatieve planeten voorgesteld:
- De Tegenaarde, in het Grieks bekend als "Antichthon". Dit zou een aardachtige planeet moeten zijn aan de andere zijde van 'het centrale vuur'. Hiermee werd, oorspronkelijk althans, niet de zon bedoeld. Het idee werd eerst voorgesteld door Pythagoras, en later gebruikt door John Norman als decor voor zijn Gor-romans.
- Nibiru/Marduk en Tiamat, twee planeten uit de Sumerische mythologie die in botsing zouden zijn gekomen waardoor de aarde werd gevormd.

Omdat exoplaneten indirect worden aangetoond worden deze ook vaak als speculatief of hypothetisch gezien.

## Andere speculatieve hemellichamen
- Nemesis, mogelijk veroorzaker van komeetregens om de 26 miljoen jaar.
- Neith, een speculatieve maan van Venus.